# Ekestad
Ekestad is een plaats in de gemeente Kristianstad in het Zweedse landschap Skåne en de provincie Skåne län. De plaats heeft 63 inwoners (2005) en een oppervlakte van 14 hectare. Ekestad ligt aan het noordpunt van het meer Råbelövssjön en wordt voor de rest omringd door zowel bos als landbouwgrond. De stad Kristianstad ligt zo'n vijftien kilometer ten zuiden van het dorp. Tussen 1885 en mei 1969 had Ekestad een treinstation aan de spoorweg tussen Kristianstad en Älmhult.